# Мюнхен-Рим (аэропорт)
Аэропорт Мюнхен-Рим (нем. Flughafen München-Riem) — аэропорт Мюнхена, функционировавший до открытия нового мюнхенского аэропорта в 1992 году. Построен в 1936 году по проекту архитектора Эрнста Загебиля. В ноябре 1949 года была построена новая взлётная полоса длиной 1900 метров. 6 февраля 1958 года при взлёте из аэропорта разбился самолёт с футболистами команды «Манчестер Юнайтед». Погибло 23 человека, из них восемь футболистов. Аэропорт Мюнхен-Рим был закрыт 16 мая 1992 года. К 1994 году в первом терминале была оборудована сцена и проводились рок-концерты, именно здесь в последний раз играла Nirvana.
Название связано с районом Мюнхена, который носит название Трудеринг-Рим (нем. Trudering-Riem), лишь по написанию на русском схожем с названием столицы Италии.
В настоящее время на бывшей территории аэропорта расположен выставочный городок Messestadt Riem, который включает в себя выставочные комплексы, зоны рекреации, торговые центры.